# Antonio Šančić
 Antonio Šančić  nacido el 23 de noviembre de 1988 en Brežice, Eslovenia es un tenista profesional nacionalizado croata.

## Carrera
Su ranking más alto a nivel individual fue el puesto Nº 362, alcanzado el 17 de agosto de 2009. A nivel de dobles alcanzó el puesto Nº 60 el 23 de abril de 2018.
Hasta el momento ha obtenido 1 títulos de la categoría ATP Challenger Series, en la modalidad de dobles, así como también varios títulos Futures tanto en individuales como en dobles.

## Títulos ATP (0; 0+0)

### Dobles (0)
| Leyenda                   |
| Grand Slam (0)            |
| ATP World Tour Finals (0) |
| ATP Masters 1000 (0)      |
| ATP World Tour 500 (0)    |
| ATP World Tour 250 (0)    |

#### Finalista (3)
| Nº | Fecha                 | Torneo  | Superficie    | Pareja         | Oponentes en la final       | Resultado           |
| 1. | 23 de julio de 2016   | Umag    | Tierra batida | Nikola Mektić  | Martin Kližan David Marrero | 4-6, 2-6            |
| 2. | 22 de octubre de 2017 | Moscú   | Dura (i)      | Damir Džumhur  | Max Mirnyi Philipp Oswald   | 3-6, 5-7            |
| 3. | 14 de abril de 2018   | Houston | Tierra batida | Andre Begemann | Max Mirnyi Philipp Oswald   | 7-6(2), 4-6, [9-11] |

## ATP Challenger

### Dobles
| N.º | Fecha      | Torneo                   | Superficie    | Pareja      | Rivales en la final             | Resultado |
| --- | ---------- | ------------------------ | ------------- | ----------- | ------------------------------- | --------- |
| 1.  | 13.09.2014 | Challenger de Banja Luka | Tierra batida | Dino Marcan | Jaroslav Pospíšil Adrian Sikora | 7-5, 6-4  |